# Kathedraal van Siena
De Duomo di Siena of Cattedrale di Santa Maria Assunta (Nederlands: Dom van Siena of Kathedraal van Onze-Lieve-Vrouw-Tenhemelopneming) is de kathedraal van Siena in Italië, waarvan de façade in 1380 werd voltooid.
De bouw van de kathedraal werd in de 12e eeuw aangevangen. Het is een van de grote voorbeelden van Italiaanse gotische architectuur. De Duomo heeft een rijk versierde façade. Naast de dom staat een 77 meter hoge campanile.

## Plattegrond
Onderstaand de plattegrond van de dom met de belangrijkste bezienswaardigheden:
1. voorgevel
2. wijwaterbekken van Antonio Federighi
3. middenschip
4. koepel, ontworpen door Michelangelo
5. Kooromgang
6. apsis
7. hoofdaltaar van Baldassare Peruzzi
8. Baptisterium
9. preekstoel van Nicola Pisano
10. kapel van het Heilig Sacrament
11. Crypte
12. altaar van de H. Crescentius van Luigi Mussini
13. altaar van de H. Bernardus
14. rechter Transept
15. kapel van O.L.Vrouw van de Gelofte (it: Madonna del Voto ) met H. Catharina, beide van Bernini
16. campanile
17. altaar van de H. Catharina van Alexandrië van Pier Dandini
18. altaar van de H. Franciscus van Sales van Raffaello Vanni
19. altaar van de H. Hiëronymus
20. altaar van de H.  Cajetanus
21. altaar van de 4 bekroonde heiligen
22. altaar van de HH. Philip en James
23. altaar van Driekoningen
24. Piccolomini Altaar van Andrea Bregno met beelden van Michelangelo
25. graf van Marc'Antonio Zondadari
26. kapel van Johannes de Doper met beeld van Donatello
27. linker Transept
28. Paus Pius III van Pietro Balestra
29. altaar van het Kruis
30. altaar van de HH.Petrus en  Paulus
31. Paus Pius II van Giuseppe Mazzuoli
32. grafsteen van Giovanni Pecci door Donatello
33. kapel van de H. Ansano van Francesco Vanni
34. Sacristie
35. Libreria Piccolomini
36. deur van vergeving

## Interieur
Het interieur van de kathedraal heeft de vorm van een Latijns kruis met drie schepen. Er zijn diverse pilaren met zwart-witte horizontale strepen. Langs de omtrek van het middenschip is een lijst met 172 borstbeelden van pausen uit de periode van 1400-1500 en 36 borstbeelden van keizers. In de dwarsschepen zijn kapellen met onder andere de Madonna del Votokapel rechts en de Johannes de Doperkapel links met een bronzen beeld van Johannes de Doper gemaakt door Donatello.
In het priesterkoor is het hoogaltaar van Baldassarre Peruzzi uit 1532 met een bronzen ciborie van Vecchietta en vier engelen met kandelaars op de plaats waar eerst de Maesta van Duccio stond. Op de consoles staan acht bronzen engelen.
In de apsis is het houten koor gemaakt tussen 1363 en 1397. Het bestond oorspronkelijk uit 90 koorstoelen. Op de rugleuningen staan werken van Fra Giovanni di Verona. In het linker dwarsschip is het Piccolomini-altaar uit 1481 gemaakt door Andrea Bregno. In de nissen van dit altaar staan onder andere enkele beelden van Michelangelo. Afgebeeld zijn onder anderen de H. Paulus, H. Petrus, H. Gregorius en de H. Pius.

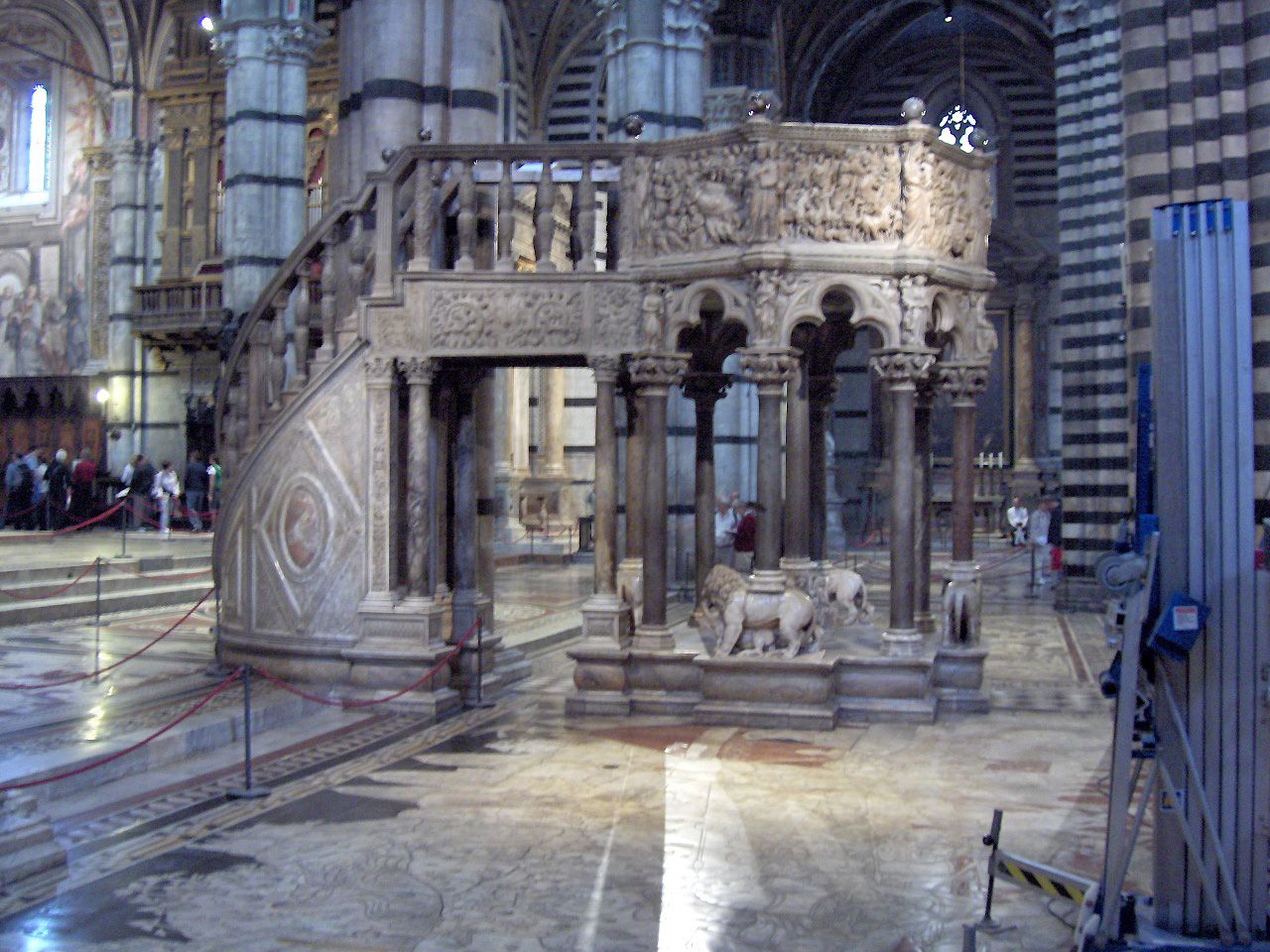
Preekgestoelte van Nicola Pisano
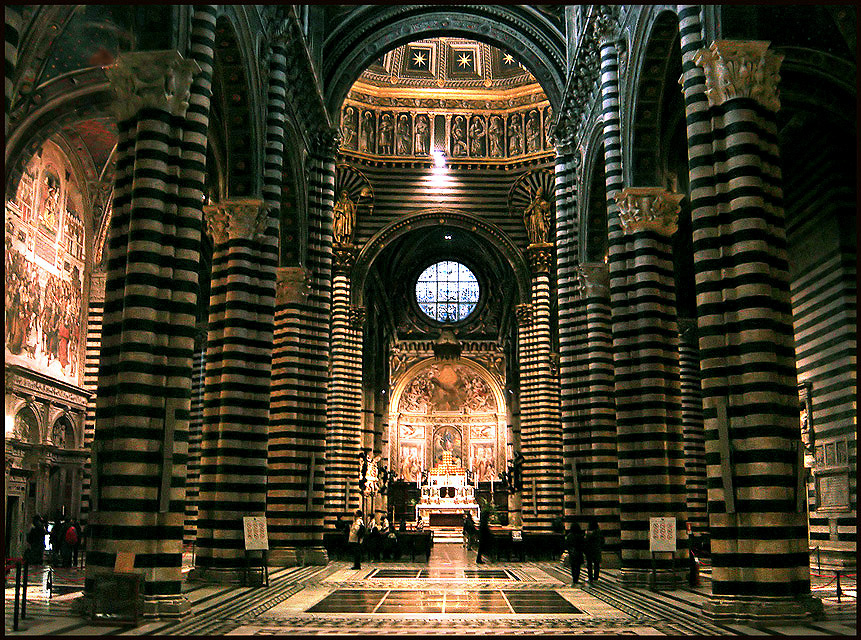
Interieur
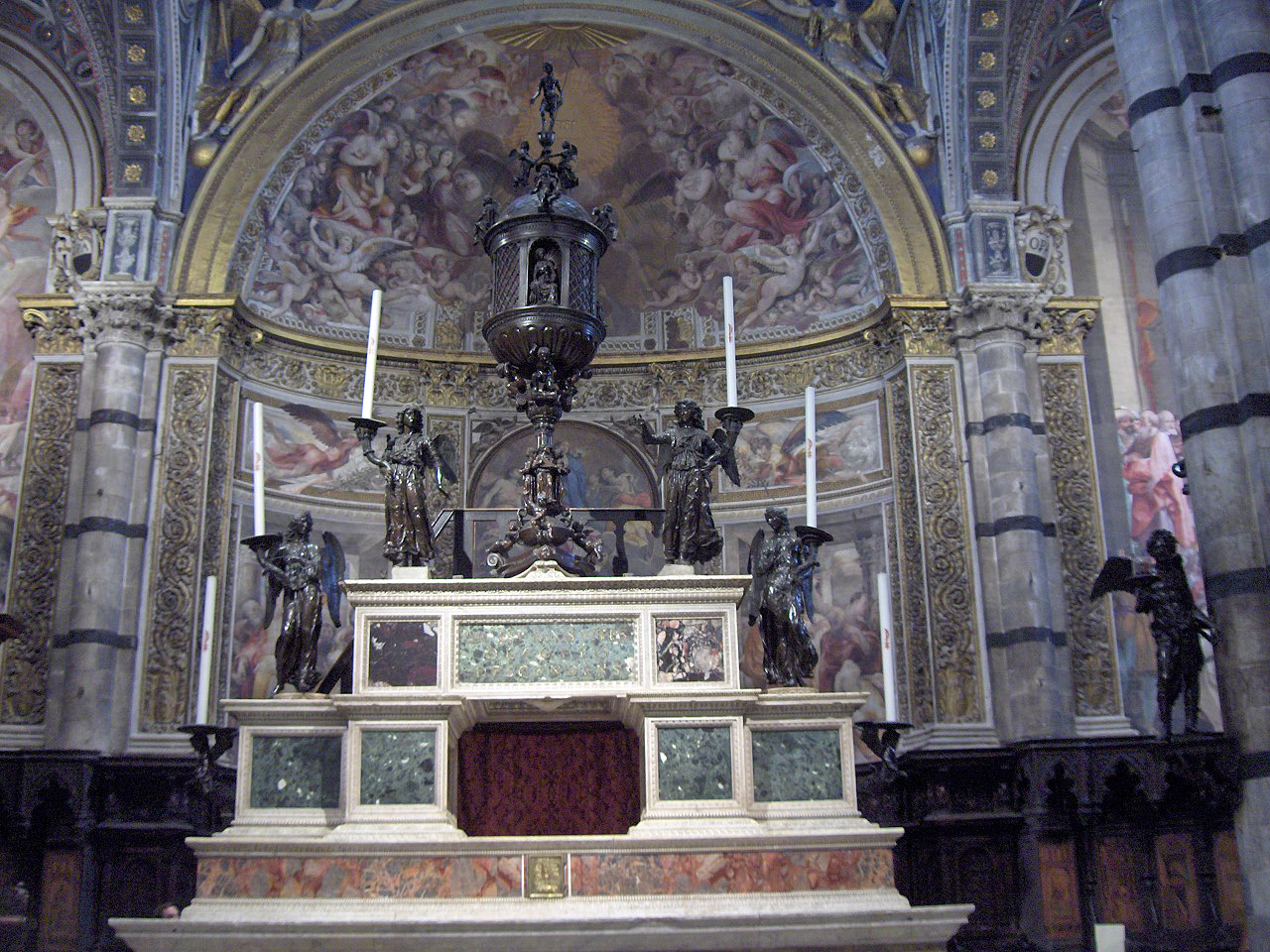
Hoogaltaar

De kathedraal heeft een koepel gebouwd tussen 1259 en 1264 met een zeshoekige vorm met zes pijlers. In de hoeken zijn vergulde heiligenbeelden van Ventura Tiparilli en Bastiano di Francesco. Rondom is een galerij met 42 zuiltjes met afbeeldingen van patriarchen en profeten, geschilderd in 1481 door Guidoccio Cozzarelli, Benvenuto di Giovanni en Pellegrino di Mariano.
De kathedraal heeft een prachtige marmeren vloer bedekt met opschriften en inlegwerk. De vloer bestaat uit 57 vlakken met Bijbelse verhalen, sibillen, deugden en andere afbeeldingen gemaakt door circa 40 kunstenaars met het labyrint dat in de mozaïekvloer is ingelegd, waar boetelingen op hun knieën overheen kruipen.
In de kathedraal bevindt zich onder andere de bekende gotische achthoekige preekstoel met negen pilaren, ondersteund door leeuwen, die door de beeldhouwer Nicola Pisano is vervaardigd. Het is gemaakt van wit marmer. Erboven is een balustrade met zeven reliëfs die het leven van Christus en het laatste oordeel uitbeelden, onderbroken door beelden van profeten en engelen. De preekstoel is gemaakt tussen 1265 en 1268 door Nicola Pisano, geassisteerd door zijn zoon Giovanni Pisano en door Arnolfo di Cambio.

## Libreria Piccolomini

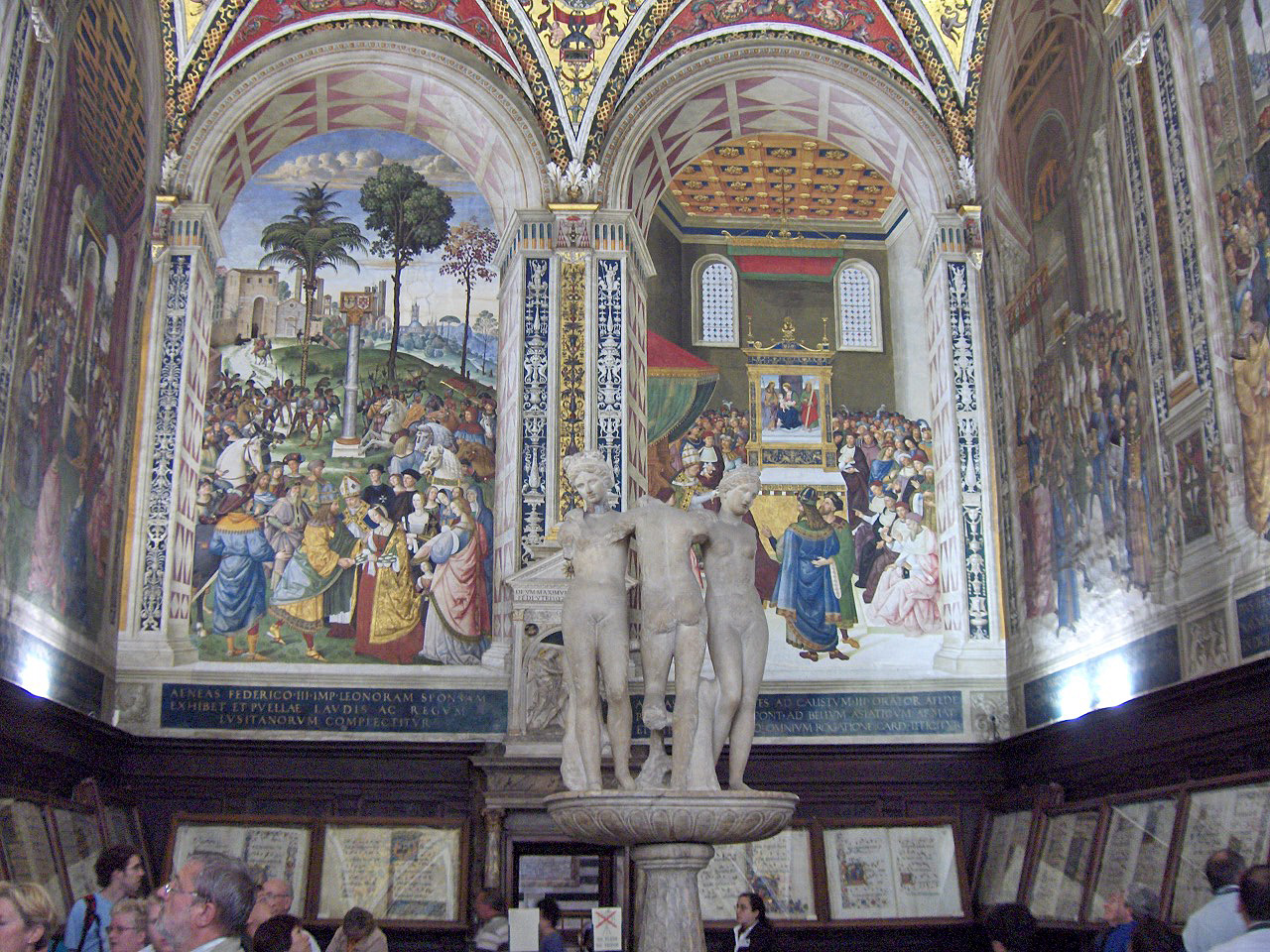
Libreria Piccolomini

Libreria Piccolomini is een bibliotheek die bereikbaar is vanuit de kathedraal. Aan de wanden zijn rondom fresco's en er liggen veel religieuze boeken, waaronder met miniaturen geïllustreerde zangboeken. Kardinaal Francesco Piccolomini, de latere paus Pius III, liet de zaal in 1495 bouwen voor de bibliotheek van zijn oom Aeneas Silvius Piccolomini (paus Pius II).
Het interieur werd tussen 1502 en 1509 versierd met fresco's van Pinturicchio, waaronder tien die taferelen uit het leven van Pius II uitbeelden, zoals de heiligverklaring van de heilige Catharina van Siena en Pius die een bijeenkomst in Mantua houdt om op te roepen tot een kruistocht tegen de Turken. In het midden van de zaal staat een marmeren beeld van de drie gratiën.

## Baptisterium

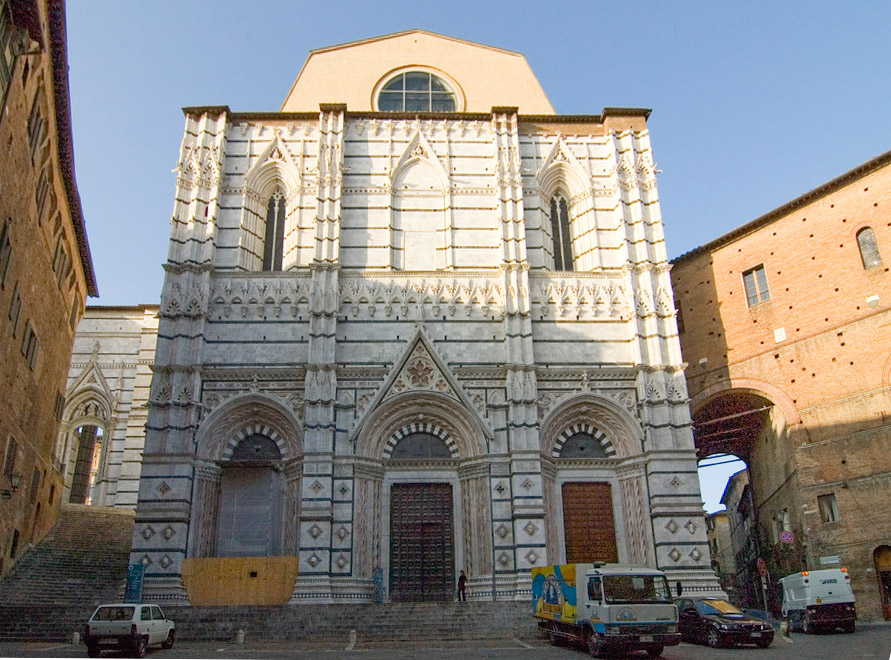
Voorkant van het baptisterium

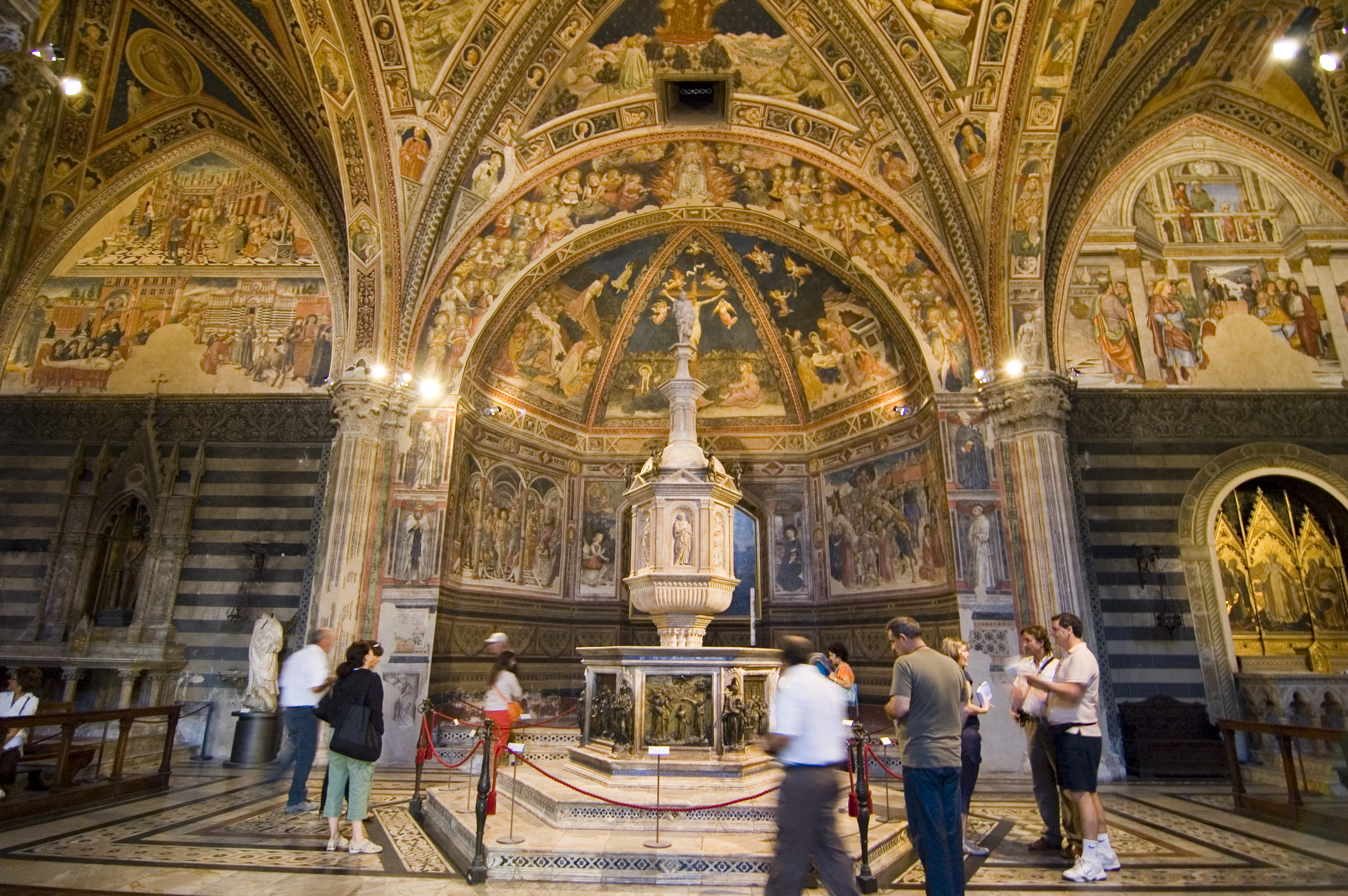
Interieur baptisterium

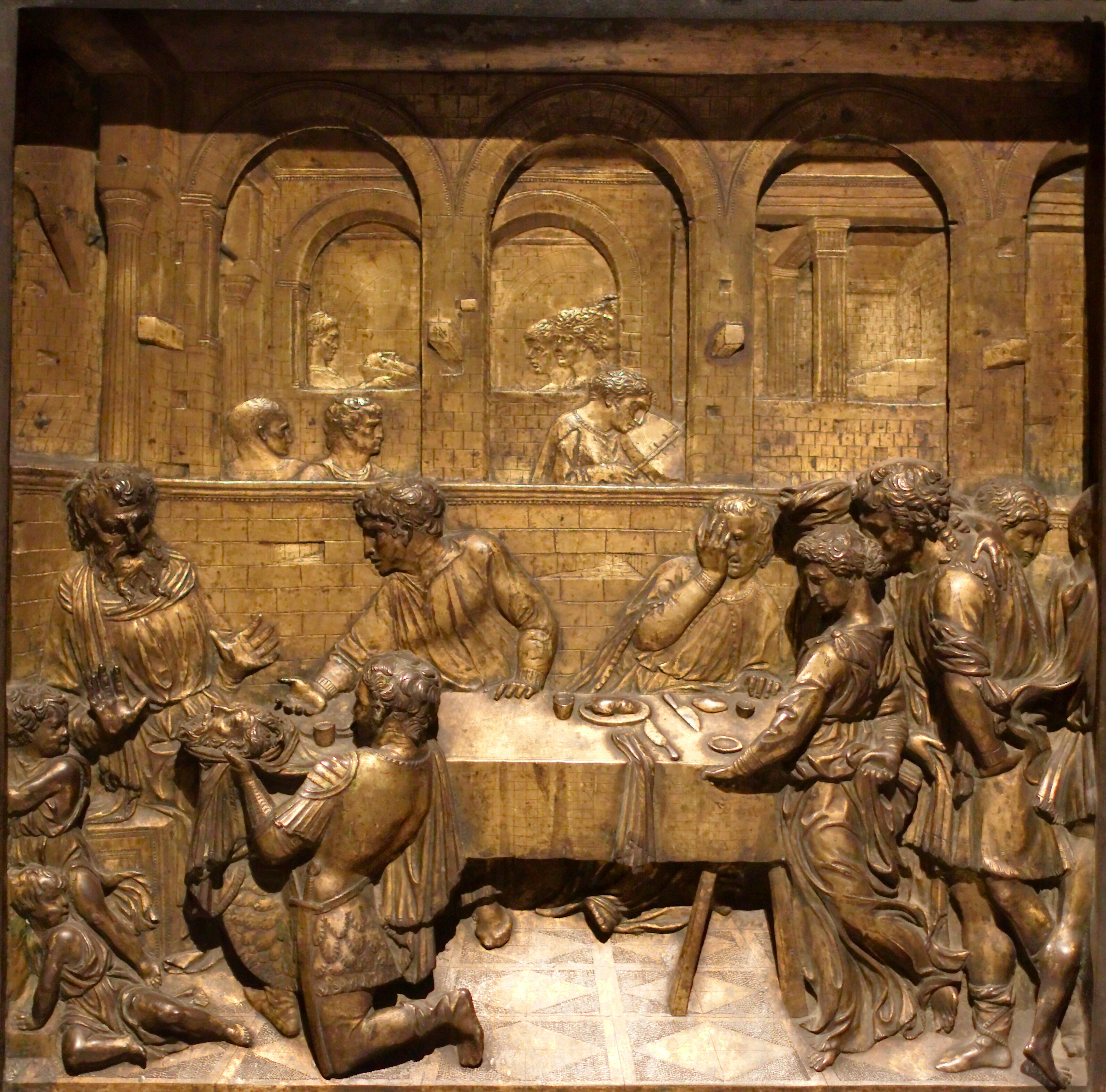
Basrelief: gastmaal van Herodes, Donatello, 1425

Het baptisterium ligt lager dan de kathedraal en is via trappen bereikbaar. In feite vormt het Baptisterium het fundament van de uitbreiding van de apsis van de kathedraal. Het is gebouwd tussen 1317 en 1325. De voorgevel (1355–1382) bestaat uit wit marmer en heeft drie portalen. De decoratie dateert uit de vijftiende eeuw.
De wanden en het plafond van het baptisterium zijn rijk gedecoreerd met fresco's van de hand van Lorenzo di Pietro (Vecchietta) en zijn school. In de gewelven en de gordelbogen worden apostelen, profeten en sibillen aangegeven. Verder:
- "Christus in het huis van de Farizeeën", rechter lunet
- "het wonder van de H. Anthonius", linker lunet
- "scènes uit het leven van Jezus", apsis

Van 1417–1431 werkte Jacopo della Quercia aan het ontwerp en de uitvoering van het doopvont. Dit zeshoekig bekken -gemaakt van marmer, brons en email- staat op twee treden en is een fundamenteel voorbeeld van Renaissance beeldhouwkunst van de vroege vijftiende eeuw. Erboven een zuil met een zeshoekige ciborie met daarop een beeld van Johannes de Doper. Het bekken is versierd met bas-reliëfs met scènes uit het leven van Johannes de Doper. Uitgaande van het bas-reliëf tegenover het altaar zijn dit, rechtsom draaiend:
- "verkondiging aan Zacharias en vijf profeten" van Jacopo della Quercia
- "geboorte van Johannes de Doper" van Giovanni di Turino
- "preek van Johannes de Doper" van Giovanni di Turino
- "doop van Christus" van Ghiberti
- "gevangenneming van Johannes de Doper" van Ghiberti
- "gastmaal van Herodes" van Donatello

Deze panelen worden geflankeerd op de hoeken door zes deugden, twee door Donatello ("Geloof" en "Hoop"), drie door Giovanni di Turino ("Rechtvaardigheid", "Naastenliefde" en "Voorzienigheid"), en "Standvastigheid" door Goro di Ser Neroccio.

## Museo dell'Opera Metropolitana
Tegenover de Duomo bevindt zich het museum van de Duomo. Er zijn beeldhouw- en schilderwerken en bronzen, houten, aardewerken en gouden voorwerpen uit de 13e, 14e en 15e eeuw van onder anderen Simone Martini, Pietro Lorenzetti en Jacopo della Quercia. Ook zijn er de beelden voor de voorgevel van de kathedraal.
In de benedenzaal zijn onder andere tien beelden van Giovanni Pisano die van de voorgevel zijn gehaald. Op de eerste verdieping is de Maestà van de kunstschilder Duccio di Buoninsegna, gemaakt tussen 1308 en 1311. Op de voorkant staat de Madonna met kind omgeven door twee groepen biddende engelen en heiligen. Op de achterzijde is op 26 panelen de Passiegeschiedenis van Christus afgebeeld.
Het altaarstuk was oorspronkelijk voorzien van een voetstuk met zeven episodes uit de jeugd van Christus, tien uit het algemene leven en zestien uit het leven van de Madonna en de verrijzenis van Christus. Vijf werken zijn verloren gegaan, andere zijn in musea en buitenlandse verzamelingen. Negentien zijn nog in het Museo dell'Opera Metropolitana.
Hier is ook de Natività van Maria van Pietro Lorenzetti en de Madonna van Crevole van Duccio. Op de tweede verdieping is de schatzaal met heilige voorwerpen uit de kathedraal met onder andere een relikwie van het hoofd van de H. Galgano, een klein kruisbeeld van Giovanni Pisano en houten borstbeelden van de heiligen Crescenzio, Savin en Vittore van Francesco di Valdambrino.
Op de bovenste verdieping is de pinacotheek en conversarizaal met werken van Ambrogio Lorenzetti, Matteo di Giovanni, Sodoma en Domenico Beccafumi.

## De Duomo als inspiratiebron
De Nederlandse architect Hans van Beek (Atelier PRO) heeft zich geïnspireerd gevoeld door de Duomo door de bestaande situatie (d.w.z. met het nooit afgemaakte grote middenschip) als uitgangspunt te nemen voor de bouw van een aantal woningen in Lichtenvoorde. De wanden van de oorspronkelijke Ludgerkerk, die op de nominatie stond om te worden gesloopt, vormen nu de begrenzing van de woningen maar leveren tegelijkertijd een bijzondere binnenruimte op.

## Fotogalerij

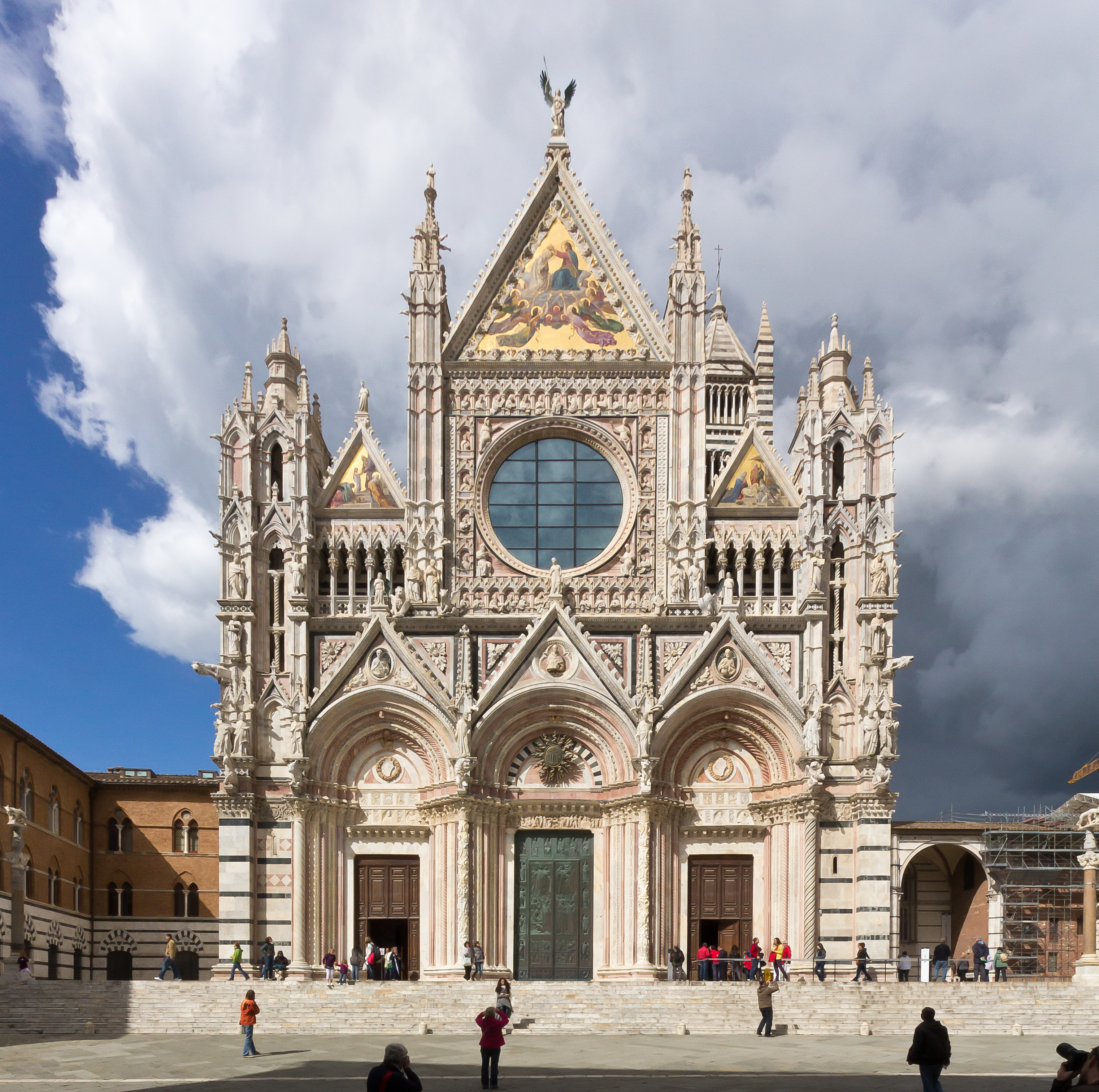
Voorkant
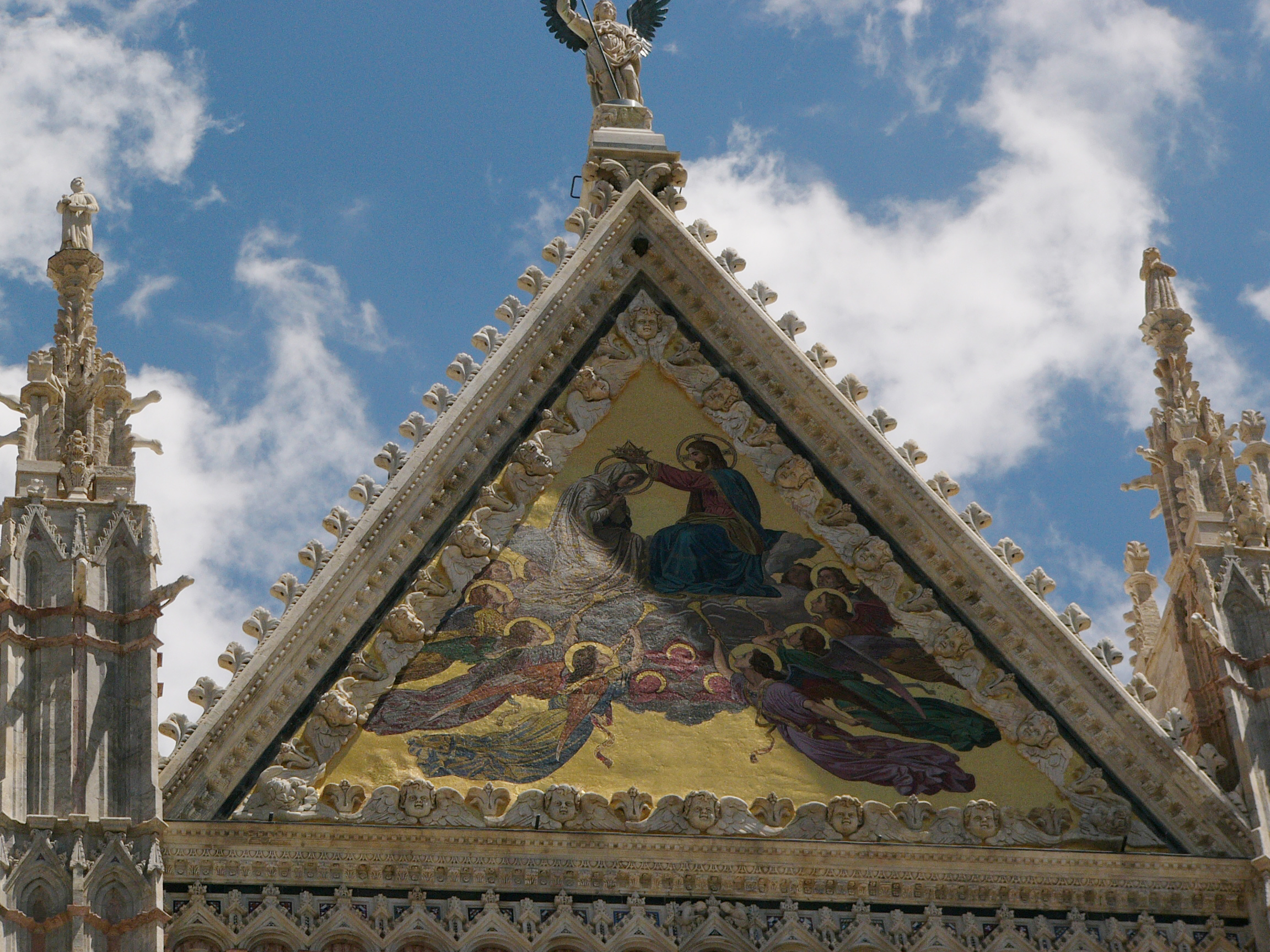
Detail façade
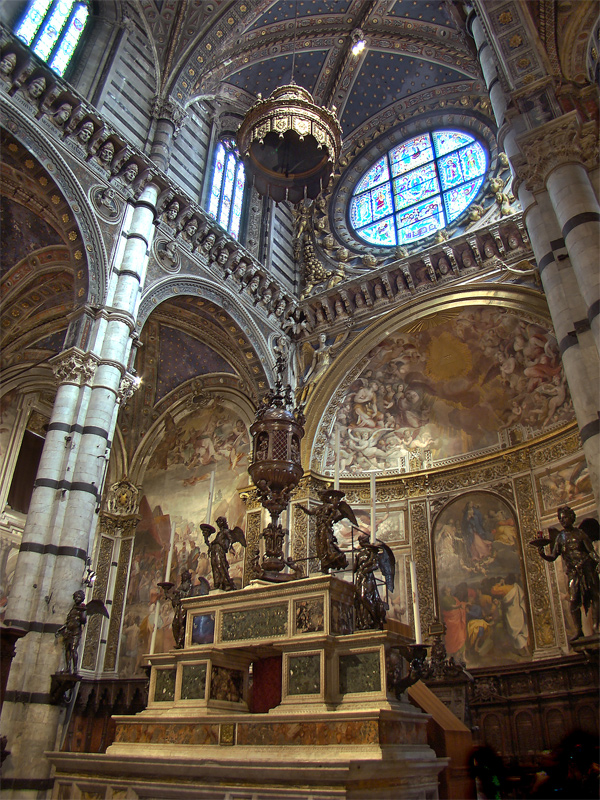
Altaar in het priesterkoor
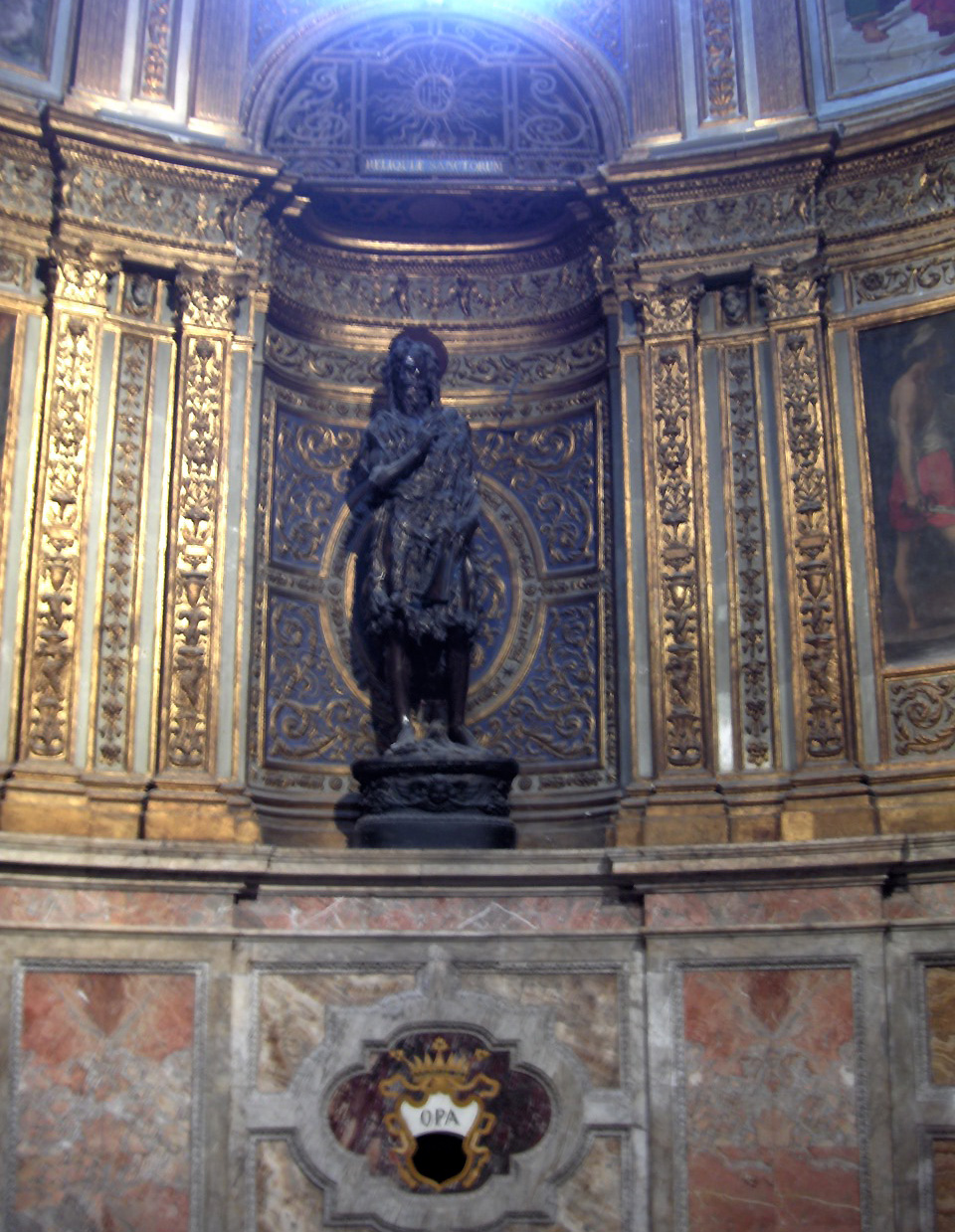
Johannes de Doper door Donatello
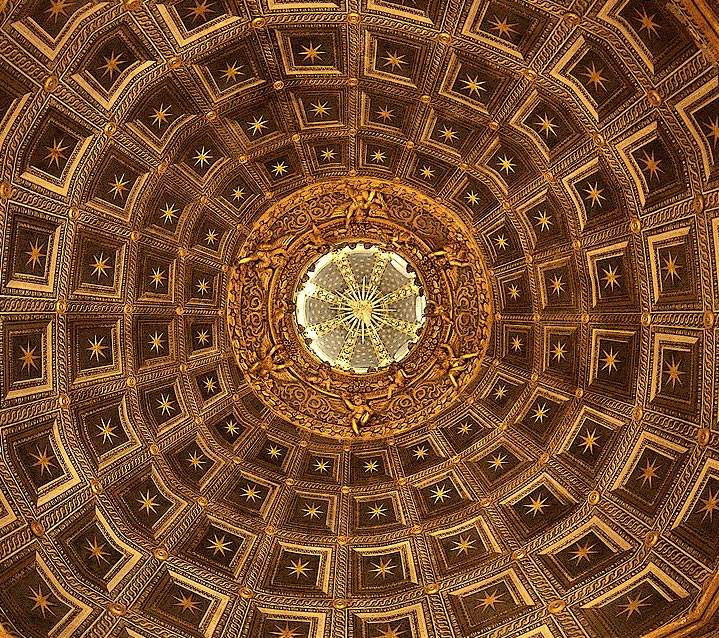
Binnenkant koepel
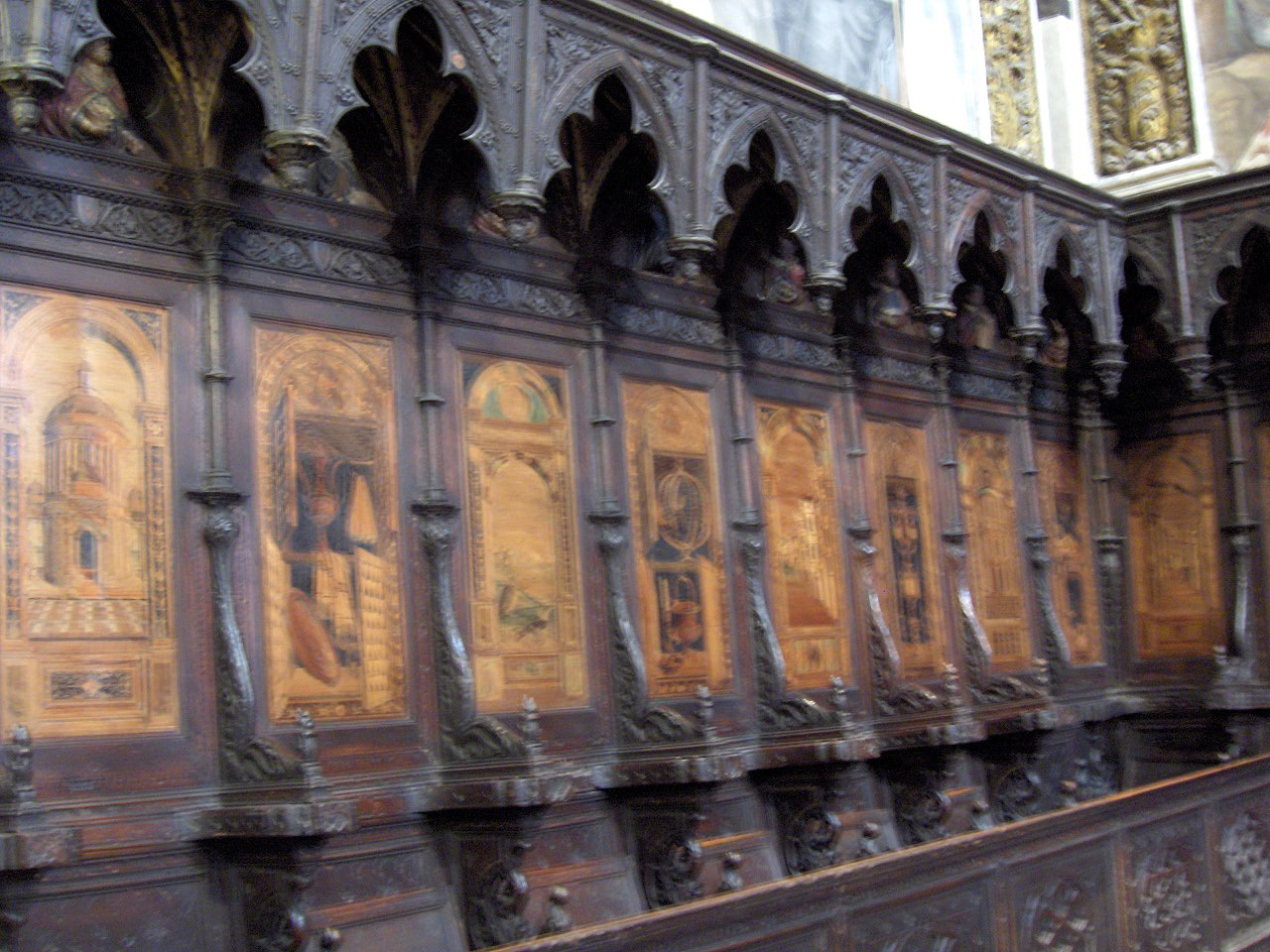
Koorstoelen